# Rivières du Sud
Rivières du Sud var i årene 1889–95 en fransk officiel benævnelse på Guineakysten mellem 11° og 9° n. br. mellem det daværende Portugisisk Guinea og Sierra Leone, indgik senere i Fransk Guinea. Guvernøren residerede i Conakry på øen Tombo.